# Александар Трифуновић (кошаркаш)
Александар Трифуновић (Београд 30. мај 1967) је бивши српски кошаркаш, а садашњи кошаркашки тренер. Његов син Урош такође је кошаркаш.

## Играчка каријера
Трифуновић је кошарком почео да се бави у Црвеној звезди, а наставио је у Задру. У Звезду се вратио 1991. и са њом је освојио првенства 1992/93. и 1993/94. У сезони у којој је освојена прва од две титуле уписао је 486 поена на 41 утакмици, трећи стрелац иза Неше Илића и Саше Обрадовића. Посебно ће остати упамћена његова тројка против Партизана у последњим секундама утакмица са више од пола терена. Каријеру је касније наставио у немачком Фрибургу и пољском Сласку, а окончао ју је 2001. у Беопетролу.

## Тренерска каријера
Трифуновић је почео своју тренерску каријеру 2002. години у Црвеној звезди на месту првог тренера, пошто је Змаго Сагадин из административних разлога морао да буде помоћник Трифуновићу. Сагадин је 2003. постао први тренер Црвене звезде, а Трифуновић је поново постао први тренер после Сагадинове оставке у децембру 2004.
Праву прилику да буде главни тренер Трифуновић је добио у литванском клубу Лијетувос ритасу, који је водио од 2006. до 2008. Са Лијетвусом је освојио Балтичку лигу 2007, стигао до финала УЛЕБ купа 2007. и ушао међу 16 најбољих тимова у Евролиги у сезони 2007/08.
У августу 2008. постао је тренер Паниониоса. Након завршене сезоне у Грчкој у којој је са Паниониосом освојио 6. место, Трифуновић је постао тренер Спартака из Санкт Петербурга. Ипак после мешања људи из управе клуба у његов рад, напустио је клуб. Међутим, врло брзо бива ангажован у клубу где је и поникао у Црвеној звезди.
У октобру 2010. је поново постао тренер Лијетувос ритаса. Успео је с тимом да стигне до ТОП 16 фазе Евролиге, али након испадања пре финала са фајнал фора Балтичке лиге добио је отказ. Крајем октобра 2011. године је, на изненађење многих, постао тренер Жалгириса главног ривала његовог бившег тима Лијетувос ритаса. Имао је сјајну сезону са Жалгирисом, освојивши Литванску лигу, Балтичку лигу и литвански куп. На крају сезоне је напустио клуб.
У децембру 2013. је постао тренер казахстанске Астане. Напустио је клуб у фебруару 2015. након неколико слабих резултата. У фебруару 2016. је преузео турског прволигаша Јешилгиресун. Након што је успео да их спаси од испадања, клуб је продужио уговор са њим у августу 2016. године. У сезони 2017/18. је водио Каршијаку.
У јуну 2019. је постављен за тренера Игокее. Три месеца касније је доживео мождани удар. Због тога је на почетку сезоне Игокеу водио његов помоћник Марко Бараћ, да би 30. октобра 2019. функцију тренера преузео Драган Бајић. Трифуновић је у децембру 2020. почео да ради у Химкију, као асистент у стручном штабу првог тренера Римаса Куртинаитиса.